# Relicina luteoviridis
Relicina luteoviridis är en lavart som först beskrevs av Kurok., och fick sitt nu gällande namn av Hale. Relicina luteoviridis ingår i släktet Relicina och familjen Parmeliaceae.   Inga underarter finns listade i Catalogue of Life.